# 11 oktober
11 oktober är den 284:e dagen på året i den gregorianska kalendern (285:e under skottår). Det återstår 81 dagar av året.

## Återkommande bemärkelsedagar
- Internationella flickdagen

## Namnsdagar

### I den svenska almanackan
- Nuvarande – Erling och Jarl
- Föregående i bokstavsordning
  - Burckhard – Namnet infördes, till minne av en biskop i Würzburg på 700-talet, på dagens datum 1620, men utgick 1680.
  - Elvin – Namnet infördes på dagens datum 1986, men utgick 1993.
  - Elvina – Namnet infördes på dagens datum 1986, men utgick 1993.
  - Erling – Namnet infördes på dagens datum 1901 och har funnits där sedan dess.
  - Firmicus – Namnet fanns på dagens datum före 1620, då det utgick.
  - Jarl – Namnet infördes 1986 på 24 januari, men flyttades 1993 till dagens datum och har funnits där sedan dess.
  - Probus – Namnet infördes, till minne av en martyr, på dagens datum 1680 och fanns där fram till 1901, då det utgick.
- Föregående i kronologisk ordning
  - Före 1620 – Firmicus
  - 1620–1679 – Burckhard
  - 1680–1900 – Probus
  - 1901–1985 – Erling
  - 1986–1992 – Erling, Elvin och Elvina
  - 1993–2000 – Erling och Jarl
  - Från 2001 – Erling och Jarl
- Källor
  - Brylla, Eva (red.). Namnlängdsboken. Gjøvik: Norstedts ordbok, 2000 ISBN 91-7227-204-X
  - af Klintberg, Bengt. Namnen i almanackan. Gjøvik: Norstedts ordbok, 2001 ISBN 91-7227-292-9

### Finlandssvenska almanackan
- Nuvarande från 2015[1] – Björn, Styrbjörn
- I föregående revideringar[a][2]
  - 1929–2014 – Björn

## Händelser
- 1138 – Jordbävningen i Aleppo 1138.
- 1165 – Grundstenen till Brandenburgs domkyrka läggs.
- 1944 – Tuva införlivas i Sovjet.[3]
- 1946 – Tage Erlander blir svensk statsminister.[4]
- 1968 – En militärkupp i Panama störtar den nyvalde presidenten Arnulfo Arias.
- 1975
  - Premiärprogrammet av Saturday Night Live sänds i amerikansk tv.
  - Bill Clinton och Hillary Rodham (sedermera Hillary Clinton) gifter sig.
- 1984 – Kathryn D. Sullivan blir första amerikanska kvinna att genomföra en rymdpromenad.
- 1996 – Radiostationen i Grimeton förklaras som byggnadsminne.
- 2002 – En bombattack i Vanda, Finland, dödar sju personer.
- 2021 – Kersti Kaljulaid efterträds av Alar Karis som Estlands president.

## Födda
- 1611 – Hugues de Lionne, fransk statsman.
- 1629 – Adolf Johan av Pfalz-Zweibrücken, svensk hertig och tysk pfalzgreve, bror till Karl X Gustav samt riksmarsk 13 februari–1 maj 1660.
- 1658 – Henri de Boulainvilliers, fransk historiker.
- 1671 – Fredrik IV, kung av Danmark och Norge 1699–1730.
- 1675 – Samuel Clarke, engelsk filosof.
- 1777 – Casimir Périer, fransk statsman, konseljpresident 1831–1832.
- 1782 – Steen Steensen Blicher, dansk novellist och skald.
- 1832 – Per Truedsson, svensk lantbrukare och riksdagsman.
- 1844 – Henry Heinz, amerikansk affärsman och livsmedelstillverkare.
- 1857 – Hjalmar Westring, svensk ämbetsman och politiker, f.d. statsråd, justitieråd.
- 1858 – Nils Kreuger, svensk konstnär.
- 1862 – Alf Wallander, svensk konstnär, konsthantverkare och formgivare.
- 1872 – Harlan Fiske Stone, amerikansk jurist, chefsdomare i USA:s högsta domstol.
- 1884
  - Friedrich Bergius, tysk kemist, mottagare av Nobelpriset i kemi 1931.
  - Eleanor Roosevelt, amerikansk FN-delegat och presidenthustru.
- 1885 – François Mauriac, fransk författare, mottagare av Nobelpriset i litteratur 1952.
- 1890 – Sven Tropp, svensk balettmästare, koreograf och dansare.
- 1899 – Inga Ellis, svensk skådespelare.
- 1905 – Jean Villot, fransk kardinal.
- 1913 – Lil Yunkers, svensk sångare, journalist och författare.
- 1918 – Jerome Robbins, amerikansk koreograf, regissör och dansare.
- 1920 – Pontus Widén, svensk bandyspelare.
- 1927 – William Perry, amerikansk affärsman och demokratisk politiker, försvarsminister 1994–1997.
- 1930 – Sam Johnson, amerikansk republikansk politiker.
- 1937 – Bobby Charlton, brittisk legendarisk fotbollsspelare och tränare. VM-guld 1966.
- 1940 – Christoph Blocher, schweizisk politiker, partiledare för Schweiziska folkpartiet och justitie- och polisminister 2004–2007.
- 1941 – Tony Worthington, brittisk parlamentsledamot för Labour 1987–2005.
- 1942
  - Amitabh Bachchan, indisk skådespelare.
  - Annika Hagström, svensk journalist, programledare.
- 1943 – John Nettles, brittisk skådespelare, mest känd för svenska tv-tittare som Jersey-detektiven Bergerac och från serien Morden i Midsomer.
- 1946 – Oba Chandler, amerikansk dömd mördare.
- 1948
  - Ray Mabus, amerikansk demokratisk politiker, guvernör i Mississippi 1988–1992, marinminister 2009–2017.
  - Göran Rosenberg, svensk journalist, utrikeskorrespondent och författare.
- 1950 – Patty Murray, amerikansk demokratisk politiker, senator från staten Washington 1993–.
- 1953 – David Morse, amerikansk skådespelare.
- 1954
  - Marsha Singh, brittisk parlamentsledamot för Labour 1997–2012.
  - Vojislav Šešelj, serbisk politiker.
- 1957 – Jim Davis, amerikansk demokratisk politiker.
- 1959 – Bob Inglis, amerikansk republikansk politiker.
- 1965
  - Sean Patrick Flanery, amerikansk skådespelare.
  - Luke Perry, amerikansk skådespelare.
- 1967 – Gladys del Pilar, svensk sångerska och dansare.
- 1968 – Halla Tomasdottir, Islands president 2024-
- 1972 – Claudia Black, australisk skådespelare
- 1974 – Joel Östlund, svensk skådespelare.
- 1985 – Michelle Trachtenberg, amerikansk skådespelare.
- 1992 – Cardi B, amerikansk rappare.
- 1995 – Prinsessan Luisa Maria av Belgien, ärkehertiginna av Habsburg-Este.

## Avlidna
- 1256 – Tord kakali, Islands diktator 1246–1250.
- 1303 – Bonifatius VIII, född Benedetto Caetani, påve sedan 1294.
- 1424 – Jan Žižka, tjeckisk general och ledare för husiterna.
- 1531 – Huldrych Zwingli, schweizisk reformator.
- 1627 – Bernardo de Balbuena, spansk diktare.
- 1670 – Louis Le Vau, fransk arkitekt.
- 1708 – Ehrenfried Walter von Tschirnhaus, tysk matematiker och filosof.
- 1721 – Edward Colston, brittisk slavhandlare.
- 1790 – Marmaduke Tunstall, brittisk ornitolog och samlare.
- 1889 – James Prescott Joule, brittisk fysiker.
- 1896 – Anton Bruckner, österrikisk tonsättare och organist.
- 1897 – Léon Boëllmann, fransk kompositör och organist.
- 1908 – Eppa Hunton, amerikansk demokratisk politiker och general, senator (Virginia) 1892–1895.
- 1918 – Björn Ahlgrensson, svensk konstnär.
- 1919 – Karl Gjellerup, dansk författare, mottagare av Nobelpriset i litteratur 1917.
- 1925 – Mikael Lybeck, finlandssvensk författare.
- 1932 – William Alden Smith, amerikansk republikansk politiker, senator (Michigan) 1907–1919.
- 1961 – Chico Marx, amerikansk komiker (Bröderna Marx).
- 1963 – Jean Cocteau, fransk dramatiker, poet, konstnär och filmskapare.
- 1971 – Rudolf Wittkower, tysk konsthistoriker.
- 1984 – Gertrud Fridh, svensk skådespelare.
- 1985 – Alex La Guma, sydafrikansk författare och politiker.
- 1986 – Georges Dumézil, fransk filolog och religionshistoriker.
- 2001 – Sven Gillsäter, svensk filmare, fotograf, författare, manusförfattare och kortfilmsregissör.
- 2006 – Cory Lidle, amerikansk basebollspelare.
- 2007
  - Rauni Mollberg, finländsk tv- och filmregissör.
  - Mehmed Uzun, kurdisk-svensk författare.
- 2008
  - Jörg Haider, österrikisk politiker
  - Neal Hefti, amerikansk jazzmusiker och kompositör, signaturmelodin till Batman
- 2012
  - Helmut Haller, tysk fotbollsspelare. VM-silver 1966
  - Hasse Tellemar, svensk programledare och musiker
- 2013 – Erich Priebke, tysk SS-officer och krigsförbrytare
- 2014 – Mats Rondin, svensk cellist och dirigent
- 2019
  - Aleksej Leonov, rysk kosmonaut som genomförde världens första rymdpromenad 1965
  - Robert Forster, amerikansk skådespelare
- 2022 – Angela Lansbury, brittisk skådespelare

### Fotnoter
1. ↑  ”Universitetets namnsdagsalmanacka - Universitetets almanacksbyrå”. almanakka.helsinki.fi. Helsingfors universitet. https://almanakka.helsinki.fi/sv/kalender-2025/. Läst 22 februari 2025.
2. ↑  ”Namnsdagsrevideringar - Universitetets almanacksbyrå”. almanakka.helsinki.fi. Helsingfors universitet. https://almanakka.helsinki.fi/sv/namnsdagar/namnsdagsrevideringar.html. Läst 3 oktober 2020.
3. ↑  ”Russia” (på engelska). World Statesmen. http://www.worldstatesmen.org/Russia.htm#Tannu. Läst 7 november 2012.
4. ↑  ”Sweden” (på engelska). World Statesmen. http://www.worldstatesmen.org/Sweden.html. Läst 24 september 2012.